# زهرة الحبلى المتدلية
زهرة الحبلى المتدلية (الاسم العلمي:Enkianthus cernuus) هي نوع من النباتات تتبع جنس زهرة الحبلى من الفصيلة الخلنجية.